# Stanisław Adam Badeni
Stanisław Adam Sebastian Badeni herbu Bończa (ur. 10 maja 1746 w Krakowie, zm. 14 września 1824 w Branicach) – dziedzic Branic, dóbr Rożnów, a od 1796 Gródka.
Był najstarszym synem Sebastiana Badeniego i Marianny z Lissowskich h. Mądrostki. W 1765 r. trafił na dwór w Warszawie, gdzie początkowo był najpewniej paziem, a następnie trafił do gabinetu Stanisława Augusta. W 1777 r. był szambelanem, a w 1778 r. wymieniany już był jako sekretarz gabinetowy królewski. W 1780 r. był sekretarzem sejmu. W 1782 r. był posłem krakowskim na sejm warszawski i sędzią sejmowym ze stanu rycerskiego. W 1787 r. został rejentem koronnym (regentem kancelarii mniejszej koronnej), był pracownikiem gabinetu Stanisława Augusta Poniatowskiego, w którym pełnił urząd konsyliarza. Był zaufanym dworzaninem króla.
Poseł województwa krakowskiego na sejm 1784 roku.
W dniu 11 lutego 1784 r. w Wojniczu (k. Tarnowa) wziął ślub z Katarzyną ze Stadnickich. Małżeństwo błogosławił bp Jan Duwall. Był ojcem Ignacego(radca stanu w Królestwie Polskim, tłumacz z łaciny i francuskiego), Antoniego (dyrektor banku w Kielcach), Kazimierza Stanisława (krajczy koronny) i Michała (oficer, uczestnik powstania listopadowego). Miał trzy córki: Apolonię, która została wydana za Franciszka hr. Stadnickiego, Elżbietę wydaną za Franciszka Biberstein Starowiejskiego i Józefę wydaną za Michała Kolonnę Walewskiego.
W 1786 r. Stanisław Badeni został odznaczony Orderem Świętego Stanisława. Posiadał austriacki Krzyż Mały Orderu Leopolda.
Pochowany został w Ruszczy. W kościele oo. Reformatów w Krakowie ma wystawiony pomnik.